# Agromyza pascuum
Agromyza pascuum är en tvåvingeart som beskrevs av Joseph Waltl 1837. Agromyza pascuum ingår i släktet Agromyza och familjen minerarflugor.
Artens utbredningsområde är Tyskland. Inga underarter finns listade i Catalogue of Life.